# Wiesław Malinowski
Wiesław Mateusz Malinowski (ur. 1948) – polski filolog, profesor nauk humanistycznych.

## Życiorys
W 1972 r. ukończył studia filologii romańskiej na Uniwersytecie im. Adama Mickiewicza, w 1978 r. obronił pracę doktorską, w 1989 r. habilitował się na podstawie pracy zatytułowanej Le roman historique en France apres le romantisme ( 1870-1914 ). W 2003 r. uzyskał tytuł profesora nauk humanistycznych.
Został zatrudniony na Uniwersytecie im. Adama Mickiewicza w Poznaniu, i na Uniwersytecie Zielonogórskim.